# Quintino Cataudella
Quintino Cataudella (Scicli, 4 dicembre 1900 – Catania, 6 luglio 1984) è stato un grecista, latinista e traduttore italiano.

## Biografia
Dopo essere stato docente di lettere classiche nei licei negli anni tra il 1924 ed il 1936, divenne Ispettore ministeriale, e quindi professore di Letteratura greca all'Università degli Studi di Genova e, dal 1946, all'Università degli Studi di Catania, di cui fu anche Preside di Facoltà.
Fu autore di una quindicina di monografie e di parecchie centinaia di articoli apparsi su importanti riviste, quali Athenaeum, Belfagor, Dioniso (di cui fu condirettore), Nuova Antologia, Paideia, Rivista di Filologia Classica, Studi Italiani di Filologia Classica, ed altre.
Nel 1957 gli venne assegnato il Premio Marzotto per la critica e nel 1967 il Premio Feltrinelli per la sezione "Critica e storia letteraria".
Fu socio di varie accademie italiane e straniere, e dal 1973 Accademico dei Lincei.

## Opere
- Critica ed estetica nella letteratura greco-cristiana, Torino, Bocca, 1928.
- La poesia di Aristofane, Bari, Laterza, 1934.
- Storia della letteratura greca, Torino, SEI, 1949.
- Esercizi greci, Messina-Firenze, D'Anna, 1952.
- Grammatica greca, Messina-Firenze, D'Anna, 1952.
- La novella greca, Napoli, ESI, 1957.
- Saggi sulla tragedia greca, Messina-Firenze, D'Anna, 1969.
- Intorno ai lirici greci, Roma, Ediz. dell'Ateneo, 1972.
- Il romanzo antico, greco e latino, Firenze, Sansoni, 1973.
- Utriusque linguae. Studi e ricerche di letteratura greca e latina (2 voll.), Messina-Firenze, D'Anna, 1974.
- Platone orale, Lugano, Lumières Internationales, collana 'Biblioteca di Sileno', 2009 (postumo, a cura di Paolo Cipolla e Debora Cilia).